# La vita da grandi
La vita da grandi è un film italiano del 2025 diretto da Greta Scarano al suo debutto alla regia, ispirato al libro autobiografico Mia sorella mi rompe le balle. Una storia di autismo normale dei fratelli Damiano e Margherita Tercon.

## Trama
Irene lavora a Roma in un'azienda che produce pannelli solari, un impiego stabile ma che la fa sentire inibita nella sua creatività. La sua routine viene scossa quando la madre, che deve allontanarsi da casa assieme al marito per approfondire alcune analisi mediche a lei relative, la chiama a Rimini per prendersi cura del fratello Omar, un uomo autistico iperprotetto dalla famiglia e che per questo non riesce a diventare autonomo. Irene, per stimolare appunto l'autonomia del fratello, e anche per scongiurare il rischio di doversene occupare quando i loro genitori saranno troppo anziani per farlo, lo sottopone a un “corso intensivo per diventare adulti”. Tuttavia, col tempo la ragazza si rende conto di avere più in comune con Omar di quanto immaginasse, inclusi i sogni che entrambi custodiscono e che, a differenza sua, il fratello ha il coraggio di inseguire. Dopo una scioccante rivelazione di Omar, Irene decide di cambiare atteggiamento verso di lui e provare a diventare grande insieme, anche a costo di correre qualche rischio.

## Produzione
Il film, diretto da Greta Scarano e scritto dalla stessa con Sofia Assirelli, Chiara Barzini e Tieta Madia, è ispirato al libro autobiografico Mia sorella mi rompe le balle dei fratelli Damiano e Margherita Tercon. Il film è stato prodotto da Matteo Rovere, Margherita Murolo e Andrea Paris per Groenlandia, Halong, Rai Cinema e Netflix.

## Promozione
Il trailer ufficiale è stato pubblicato il 21 febbraio 2025.

## Distribuzione
Il film è stato presentato in anteprima nel corso del Bari International Film Festival 2025 e distribuito dal 3 aprile 2025, il giorno seguente la Giornata mondiale per la consapevolezza sull'autismo. Il 17 luglio 2025 il film viene distribuito su Netflix.

## Accoglienza

### Incassi
Il film ha incassato 741596 €.

### Critica
Il film è stato accolto con recensioni positive da parte della critica cinematografica, che ne ha apprezzato regia e sceneggiatura, oltre che le capacità attoriali di De Angelis e Tuci.
Manuela Santacatterina di Movieplayer.it scrive che la tematica dell'autismo viene raccontata «con autenticità, rispetto e ironia e senza forzature, [...] una riflessione sul terrore del fallimento e sulla necessità di iniziare a pensare che essere felici - o almeno provarci - è più importante che "sistemarsi"» trovando che nella sceneggiatura non vi sia alcun «calo narrativo o una stonatura», apprezzandone scenografie, costumi e la fotografia.
Matteo Pivetti, recensendo il film per Sentieri selvaggi definisce il film «un’opera quadrata, che nei canoni del genere funziona perfettamente», trovando la regia «molto efficace nei vari passaggi». Anche Camillo De Marco di Cineuropa apprezza la regia di Scarano, scrivendo che «dirige con sensibilità ed empatia» e ritenendo che «la pianeggiante sceneggiatura [...] non offre momenti particolarmente drammatici come ci si aspetterebbe visto l’argomento» poiché affronta una «neurodiversità lieve» che «fornisce allo spettatore una buona riflessione sulla responsabilità, sui legami familiari e la consapevolezza».
Vittoria Sertori su CineFacts loda il film sostenendo che «ci spinge a guardare al di là delle etichette e delle diagnosi come autismo, disabilità ma anche responsabilità, e a liberarsi da una serie di sovrastrutture [...] per ritrovare il gusto di scoprirsi liberi e mutevoli, capaci di riconoscere i propri desideri senza vergognarsi di esprimerli.». Lorenzo Ciofani del Cinematografo si sofferma sulla capacità attoriale di De Angelis, descrivendola come garante di «credibilità» e «capace di incarnare il carattere complessivo di un territorio, e che nella sua presenza sempre magnetica, [...] perfino buffa quando si concede la possibilità di essere difettosa», facendo un parallelismo con il testo del brano Litoranea interpretato dall'attrice con Elisa, facente parte dell'album Ritorno al futuro/Back to the Future.

## Riconoscimenti
- 2025 – Nastro d’argento[19]
  - Miglior regista esordiente a Greta Scarano
  - Migliore attore in un film commedia a Yuri Tuci